# 一畑寺
醫王山 一畑寺為位於日本島根縣出雲市小境町之臨濟宗妙心寺派寺院，也是一畑藥師教團的總本山。通稱為一畑藥師。以「目之藥師様」聞名。

## 札所
- 出雲十大藥師靈場第1番
- 出雲神佛靈場第3番
- 出雲觀音靈場特別靈場
- 中國三十三觀音靈場第26番
  - 註：札所（ふだしょ；Fudashyo）：有提供祈福袋（符）"護身符"之寺廟（temple which issues amulets）。

## 起源與歷史
- 寛平6年（894年）"補然"創建天台宗醫王寺
- 正中2年（1325年）"石雲本竺"再興建"臨濟宗南禪寺派"成德寺
- 承應2年（1653年）"一畑寺"改名
- 寛政2年（1790年）轉屬為"妙心寺派"
- 昭和28年（1953年） 創設"一畑藥師教團"

## 伽藍
- 藥師本堂
- 觀音堂
- 八萬四千佛堂
- 法堂
- 書院
- 東陽坊
- 鐘樓堂
- 守禮堂
- 仁王門

## 文化財

### 縣指定

#### 繪畫
- 紙本墨畫著色書院障壁畫（22面）- "文化（年號）"12年（1815年）
- 絹本著色阿彌陀三尊像 - 高麗繪畫

## 行事曆
- 1月1日 修正會
- 1月1日－1月16日 開運福引
- 1月8日　開運星祭、交通安全祈願祭
- 2月8日 開基會
- 3月24日－3月28日 中国・普陀山參拜
- 4月4日－4月6日 坂東觀音靈場巡拜
- 4月8日 春季大祭、花祭
- 4月23日 出雲國神佛靈場巡拜
- 4月29日－5月8日 二才兒祭 四才兒參禮
- 6月8日 八萬四千佛供養祭
- 7月15日 出雲國神佛靈場巡拜
- 7月22日－7月23日 右矢印夏季一泊坐禪會
- 8月8日 盆供養祭
- 8月18日－8月19日 右矢印暑期兒童體驗道場
- 9月2日 萬燈祭、奉納一畑舞
- 9月2日－9月3日 一畑藥師茶會
- 9月8日 秋季大祭、眼病・諸病平癒特別祈願祭
- 10月8日 報恩感謝祭
- 10月15日 出雲國神佛靈場巡拜
- 10月21日－10月22日 信心會、赤浦參拜
- 10月29日 一畑藥師馬拉松大會
- 11月8日 眼鏡供養祭
- 11月5日－11月7日 右矢印中國觀音靈場巡拜
- 12月2日－12月3日 右矢印冬季一泊坐禪會
- 12月8日 古札供養祭
- 12月31日 除夕夜之鐘

## 所在地
〒691-0074 日本國島根縣出雲市小境町803番地

## 外部連結
- "一畑藥師"網頁
- "出雲國神佛靈場"網頁 （页面存档备份，存于）